# 段星星
段星星（英文：X-Duan Xingxing，1998年1月10日—），出生于中国贵州凯里，中国男歌手、舞者。现所属经纪公司为辰星娱乐。2020年，参加优酷街舞比赛节目《这！就是街舞第三季》。2021年，参加爱奇艺男团选秀节目《青春有你 第三季》，从而成为限定团体IXFORM成员。2024年，再次參與愛奇藝國際版選秀節目《星光閃耀的少年》。

## 早年经历
段星星（本名）出生于中国大陆贵州省凯里市。初中时期，父母离异，各自重组家庭，段星星跟着外公外婆生活一段时间。中学时期开始一个人生活。其于初中时期开始接触篮球，篮球和舞蹈可说是对他而言相当重要的两大爱好。
高一时，加入学校街舞社，开始学习街舞。2016年，高中毕业后，开始在贵州的街舞教室“云上云端”担任街舞老师，专教幼儿及少儿街舞。此外，他也曾多次在街舞比赛中夺冠。

## 演艺经历
段星星有多年街舞资历，擅长locking和popping型街舞。2020年，段星星与辰星娱乐签约，成为该公司旗下练习生，进入演艺圈。同年7月，参加优酷街舞比赛节目《这！就是街舞第三季》，参与第一赛段海选环节但未被选入战队 。
2021年2月，参加爱奇艺中国男团选秀节目《青春有你 第三季》，并在初评级舞台和主题曲考核中获得A等级。他是Lisa本季最欣赏喜欢的选手。
段星星在节目期间因身体不适，曾三次去医院就诊，前两次是由于胃病，第三次则是淋巴系统发炎和颈椎问题。但他仍继续完成训练和舞台表演。 段星星在第一集曾排名第95名，后人气急剧上升，三次顺位排名仪式為第18、第7、第8名，并成功进入本季总决赛。5月9日，愛奇藝於微博宣布正式終止節目錄製，取消決賽。7月25日，於愛奇藝《成都超樂音樂節》正式官宣出道，成為“IXFORM”成員之一。
2021年4月21日，发布个人首张单曲EP《我会》。
2024年10月，參加愛奇藝國際版選秀節目《星光閃耀的少年》。

## 音乐作品

### 个人单曲
| 年份   | 发布日期 | 曲目          | 作词          | 作曲   | 备注 |
| 2021年 | 4月21日  | 我会 (I Will) | 周禹成/周禹颉 | 周禹成 | -    |

### 合作原創曲目
2021年7月，與羅一舟、孫悅共同推出奧運助威歌曲《狀元》，並於快手app上發布MV。

## 影視作品

### 綜藝節目
| 播出日期                     | 頻道         | 節目名稱                         | 備註                      |
| 2020年7月25日                | 优酷         | 《这！就是街舞第三季》海选全纪录 | 参赛者 （王嘉尔赛道海选） |
| 2021年2月18日 - 2021年5月1日 | 愛奇藝       | 《青春有你 (第三季)》            | 參賽者                    |
| 2021年9月14日－              | 愛奇藝       | 《機智的戀愛》                   | 戀愛偵探員                |
| 2024年10月                   | 愛奇藝國際版 | 《星光閃耀的少年》               | 參賽者                    |

### 戲劇節目
| 播出日期              | 頻道 | 戲劇名稱           | 角色名稱 |
| 2022年8月17日-8月29日 | 百視 | 《竹馬又綠江南岸》 | 林綠     |
| 2023年                |      | 《耀眼的你啊》     | 奧       |